# Buddhacarita
Buddhacarita (Le gesta del Buddha; propriamente Buddhacaritaṃ, Devanagari 
बुद्धचरितम्) è un poema epico sulla vita di Buddha Śākyamuni scritto da Aśvaghoṣa in sanscrito nel II secolo d.C.
Dei 28 canti originari in sanscrito solo i primi 14 sono giunti fino a noi. Di questi il canto 1 e il canto 14 sono incompleti.
Nel 420 Dharmakṣema lo tradusse in cinese, lingua in cui si sono conservati fino ad oggi tutti i canti. Nel VII-VIII secolo d.C. fu stilata una traduzione molto accurata in tibetano.